# سندی لیستر
سندی لیستر (انگلیسی: Sandy Lister؛ زادهٔ ۱۶ august ۱۹۶۱ (۶۳ سال)) بازیکن هاکی روی چمن اهل بریتانیا است.